# Símbolos Vinča

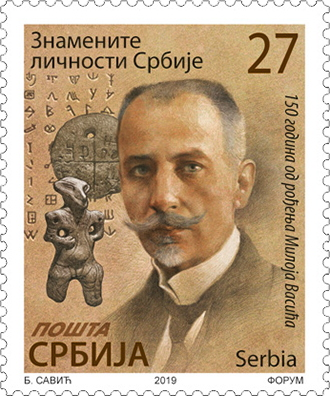
Selo sérvio de 2019 em homenagem a Miloje Vasić, um dos arqueólogos que fez trabalhos de escavação em Vinča

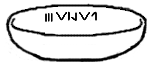
Desenho representando um pote de cerâmica desenterrada em Vinča (Servia), a 8,5 m de profundidade

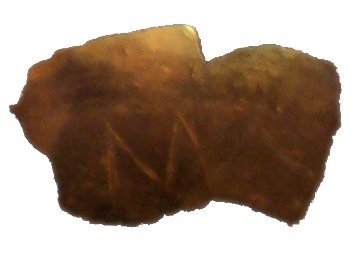
Fragmento de pote cerâmico co incisão que lembra um "M"

Os Símbolos Vinča, também chamados Sinais Vinča, Escrita Vinča, Escrita Vinča-Turdaș, Antiga Escrita Europeia, etc. são um conjunto de símbolos encontrados em artefatos da cultura Vinča do período Neolítico  Europeu (6º e 5º milênios a.C.), da Europa Central e Balcãs.
Esses símbolos são considerados pela maioria dos estudiosos como os mais antigos exemplos de "proto-escritas" escavados do mundo. Provavelmente queriam apresentar mensagens mas não codificariam uma linguagem, pois antecedem o próprio desenvolvimento da escrita em mais de mil anos.

## Descoberta
Em 1875, escavações arqueológicas liderada pela arqueóloga húngara Zsófia Torma (1840-1899) em Tordos (hoje Turdaş, Roménia) revelou um grande conjunto de objetos inscritos com símbolos desconhecidos. Em 1908, algo semelhante foi encontrado durante as escavações conduzidas por  Miloje Vasić (1869-1956), em Vinča, subúrbio de Belgrado (Sérvia), a cerca de 120 km de Turdaş. Mais tarde, mais fragmentos foram encontradas em Banjica, uma outra parte de Belgrado. Desde 1875, mais de cento e cinquenta locais de Vinča têm sido identificados só  na Sérvia, embora muitos, incluindo em Vinča não tenham sido totalmente escavados
. Assim, a cultura de toda a área denominada Cultura Vinča e os símbolos são muitas vezes chamados de escrita Vinča-Turdaș.
A descoberta das “tabletas de Tartaria” na Romênia por Nicolae Vlassa em 1961 reacendeu o debate. Vlassa acreditava que as inscrições fossem pictogramas e os achados foram posteriormente datados por carbono-14 como datando de 4000 a.C, cerca de 1300 anos do que o esperado e mais cedo ainda do que os sistemas de escrita da civilização minoica e dos sumérios. Até a data, mais de mil fragmentos com inscrições semelhantes foram encontrados em vários sítios arqueológicos em toda o sudeste da Europa, como na Grécia (Tableta de Dispilio), na Bulgária, na antiga Iugoslávia, Romênia, leste da Hungria, na Moldávia e sul da Ucrânia
A maioria das inscrições são em cerâmica, aparecendo em fusaiolas para tecelagem, estatuetas e outros objetos.. Mais de 85% das inscrições consistem de um único símbolo. Os próprios símbolos consistem em uma variedade de pictogramas abstratos e representativos, incluindo representações zoomórficas, pentes ou escovas com padrões de símbolos abstratos, como suásticas, cruzes e zigue-zagues. Outros objetos incluem grupos de símbolos, dos quais alguns estão dispostos em padrão não particularmente óbvio, nem a ordem nem a direção dos sinais nestes grupos ser prontamente determinável. O uso de símbolos varia significativamente entre os objetos: símbolos que aparecem por si mesmos tendem quase exclusivamente para aparecer em vasos, enquanto símbolos que são agrupados com outros símbolos tendem a aparecer em espirais.
A importância destes achados está no fato de que a maior parte dos símbolos da Vinča ter sido criada no período entre 4500 e 4000 aC. As tabuletas de argila Tartaria remontam a cerca de 5300 a.C.
. Isto significa que a escrita Vinča existiu antes da escrita pictográfica proto- sumeriana de Uruk (atual Iraque), que é geralmente considerada como a escrita mais antiga conhecida, em mais de mil anos. As análises dos símbolos mostrou que eles têm pouca semelhança com a escrita do Oriente Próximo, levando à conclusão de que esses símbolos e a escritat sumeriana provavelmente surgiram de forma independente.
Embora um grande número de símbolos sejam conhecidos, a maioria dos artefatos contem tão poucos símbolos que é improvável que representem algum  texto completo. Possivelmente, a única exceção é a “inscrição de Sitovo” (Bulgária, cuja datação não é clara , mesmo que sejam tão somente cerca de 50 símbolos. Desconhece-se qual língua teria usado os símbolos , ou mesmo se eles representam uma língua.

## Inventário
Um banco de dados de inscrições Vinca, o DatDas , foi desenvolvido por Marco Merlini :

"O DatDas cataloga 5.421 sinais reais. São registrados a partir de um corpus de 1.178 inscrições compostas por duas ou mais sinais e 971 artefatos com  inscrições (alguns achados têm duas ou mais inscrições) . "

## Marija Gimbutas e Vinča
A principal defensora da ideia de que as marcas representam a escrita, foi quem também que cunhou o nome "Antiga Escrita Europeia", foi Marija Gimbutas (1921-1994), uma importante arqueóloga do século XX defensora da hipótese Kurgan de que a cultura Kurgan (um conjunto de muitas culturas e horizontes relacionados) da estepe pôntica foi a expressão arqueológica dos “proto indo-europeus”. Ela reconstruiu uma hipotética Europa Neolítica, uma "antiga civilização europeia", definida por ela como tendo ocupado a área entre o vale rio Dniester e a linha Sicília-Creta. Gimbutas observou que a iconografia neolítica europeia era predominantemente feminina, tendência também visível nas figuras de inscrições como uma série de deuses e deusas. Gimbutas, porém, não postulou uma única Deusa Universal. Ela também incorporou as marcações Vinca em seu modelo da velha Europa, sugerindo que tais símbolos podem ter sido tanto um sistema de escrita para um idioma europeu velho, ou, mais provavelmente, uma espécie de "pré-escrita" sistema simbólico. No entanto as logografias Vinča não foram encontrados em uma área mais ampla do que sudeste Hungria, Romênia ocidental, e da Bulgária ocidental, conforme descrito por Winn.

## Significado dos símbolos
A natureza e propósito dos símbolos ainda é um mistério. Embora tenham sido feitas tentativas de interpretar os mesmos, não há acordo quanto ao que possam  significar. A princípio pensou-se que os símbolos fossem simples marcas de propriedade, que significariam "isto pertence a X". Um defensor proeminente dessa visão foi o arqueólogo Peter Biehl. Essa teoria foi hoje abandonada, pois mesmos símbolos têm sido repetidamente encontrados em todo o território da cultura Vinča, em locais a centenas de quilômetros e até anos de distância um do outro. A teoria que prevalece é que os símbolos foram usados para finalidades religiosas em uma sociedade agrícola tradicional. Se assim for, o fato dos mesmos símbolos terem sido usados há séculos com pouca mudança sugere que um significado ritual e cultural representadodo mesmo modo  pelos símbolos permaneceu constante durante tempo muito longo, sem a necessidade de um maior desenvolvimento. O uso dos símbolos parece ter sido abandonado (juntamente com os objetos em que eles apareciam) no início da Idade do Bronze, sugerindo que a nova tecnologia trouxe consigo mudanças significativas na organização social e crenças.
Um argumento a favor da explicação ritual é que os objetos sobre os quais os símbolos são apresentados não parecem ter tido muito significado de longo prazo para seus proprietários, sendo comumente encontrados em covas e em outras áreas do lixo. Certos objetos, principalmente estatuetas, são comumente encontrados enterrado sob as casas. Isto é consistente com a suposição de que eles estavam preparados para uso doméstico cerimônias religiosas em que os sinais incisão sobre os objetos representam expressões: um desejo, pedido, voto, etc. Após a cerimônia foi concluída, o objeto teria ou não um significado maior (daí serem eliminados) ou seria enterrado ritualmente, algo de oferta votiva.
Alguns dos símbolos "pentes" ou "escovas" símbolos que compõem cerca de um sexto de todos os símbolos até agora descobertos, podem representar números. Alguns estudiosos têm apontado que mais de um quarto das inscrições encontram-se no fundo de panelas, lugar aparentemente improvável para uma inscrição religiosa. A cultura Vinča parece ter negociado suas mercadorias de forma bem bastante ampla com outras culturas (como demonstra a ampla distribuição de panelas com inscrições), por isso é possível que os símbolos "numéricos" transmitissem informações sobre o valor dos potes ou seus conteúdos. Outras culturas, como os da civilização minoica e os sumérios, usaram suas escritas principalmente como ferramentas de contabilidade; os símbolos da Vinča podem ter servidoa propósitos semelhante.
Outros símbolos (principalmente os restritos à base de panelas) são totalmente exclusivos. Tais sinais podem indicar o conteúdo, proveniência, destino ou o fabricante,  proprietário do pote.

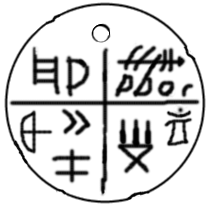
Desenho de um amuleto em cerâmica, um dos tabletes de Săliştea (Tărtăria), datados de 5300 a.C., desenterrado nas proximidades de Săliştea, Alba (distrito), Romênia

.